# Figueira (Maio)
Figueira ist ein Ort im Süden der Insel Maio in den Kap Verden. Er besteht aus den Ortsteilen Figueira da Horta und Figueira Seca und liegt ca. 7 km östlich der Inselhauptstadt Porto Inglês. 2010 hatten die Verwaltungseinheit 529 Einwohner. 
Der Ort liegt an dem Hauptverbindungsweg vom Hauptort der Insel, Porto Ingles, zu den Orten im Nordosten, Pilão Cão und Pedro Vaz.
In Figueira da Horta ist der Fußballverein Associação Sport Club Figueirense (ASC Figueirense) ansässig. Er wurde 2010 gegründet.